# Gammelfleisch
Gammelfleisch (zu gammeln – umgangssprachlich für schrittweises Ungenießbarwerden von Nahrungsmitteln nach längerem Liegen) ist ein umgangssprachlicher, negativ besetzter Begriff für verdorbenes, ungenießbares Fleisch, der insbesondere im Zeitraum von Oktober 2005 bis März 2006 während einer Welle von Fleischskandalen in Deutschland von  Medien geprägt und verwendet wurde. Die Gesellschaft für deutsche Sprache wählte das Wort in der Liste Wort des Jahres 2005 an fünfter Stelle.
Harald Schmidt benutzte das Wort im Zusammenhang einer Beschreibung für Menschen mit einem Lebensalter über 50 Jahren. Dafür wurde er vom Büro gegen Altersdiskriminierung kritisiert und für den Preis der beleidigten Zuschauer nominiert. Der WDR -Rundfunkrat verteidigte die Wortwahl als Satire.
Das Wort Gammelfleischparty, eine freche Umschreibung für Ü-30-Partys, wurde 2008 zum Jugendwort des Jahres gewählt. Die Jury begründete ihre Entscheidung damit, dass das Wort ein „Aufmerksamkeitsmagnet“ sei und allein durch seinen „Ekelfaktor“ einen „Stolperstein“ darstelle.